# Bernhard Förster

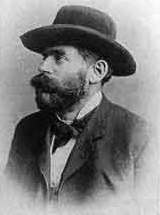
Bernhard Förster

Ludwig Bernhard Förster (* 31. März 1843 in Delitzsch; † 3. Juni 1889 in San Bernardino, Paraguay) war ein deutscher Gymnasiallehrer und antisemitischer Agitator. Er war verheiratet mit Elisabeth Nietzsche, der Schwester des Philosophen Friedrich Nietzsche.

## Leben
Bernhard Förster war Sohn eines Pfarrers. Sein älterer Bruder Theodor Förster wurde Superintendent in Naumburg und Halle sowie Professor an der Halleschen Universität. Sein jüngerer Bruder Paul Förster war Gymnasialprofessor. Bernhard Förster besuchte das Gymnasium des Klosters Unser Lieben Frauen in Magdeburg und studierte von Ostern 1863 bis 1868 Klassische Philologie, Geschichte, Germanistik und evangelische Theologie an den Universitäten zu Berlin und Göttingen. In Göttingen bestand er am 29. Februar 1868 das Lehramtsexamen in den Fächern Latein, Griechisch, Geschichte und Deutsch (für alle Klassen) sowie Religion (in den mittleren Klassen).
Nach dem Studium trat Förster in den preußischen Schuldienst ein. In Berlin absolvierte er das Probejahr (Ostern 1868–1869) am Sophiengymnasium (bis Michaelis 1868) und Französischen Gymnasium. Zugleich verfasste er eine Dissertation über den platonischen Dialog Phaidon, mit der er 1869 in Göttingen zum Dr. phil. promoviert wurde. Seine erste Anstellung fand er als Hilfslehrer am Friedrichswerderschen Gymnasium und am Friedrichs-Gymnasium Berlin, wo er zu Ostern 1870 als „ordentlicher Lehrer“ fest angestellt wurde. Beim Ausbruch des Deutsch-Französischen Krieges meldete sich Förster freiwillig und nahm als Vizefeldwebel des 60. Brandenburgischen Grenadier-Regiments an den Kampfhandlungen teil.
Förster war ein Verehrer Richard Wagners und radikaler antisemitischer Agitator. Er betätigte sich im Rahmen der „Berliner Bewegung“ und als Initiator der Antisemitenpetition gemeinsam mit Max Liebermann von Sonnenberg, Ernst Henrici und seinem Bruder Paul Förster. 1880 führte eine Schlägerei mit dem jüdischen Fabrikanten Kantorowicz dazu, dass Förster zum 1. Oktober 1882 seinen Schuldienst quittierte (Kantorowicz-Affäre). 1881 gründete er gemeinsam mit Max Liebermann von Sonnenberg den Deutschen Volksverein.

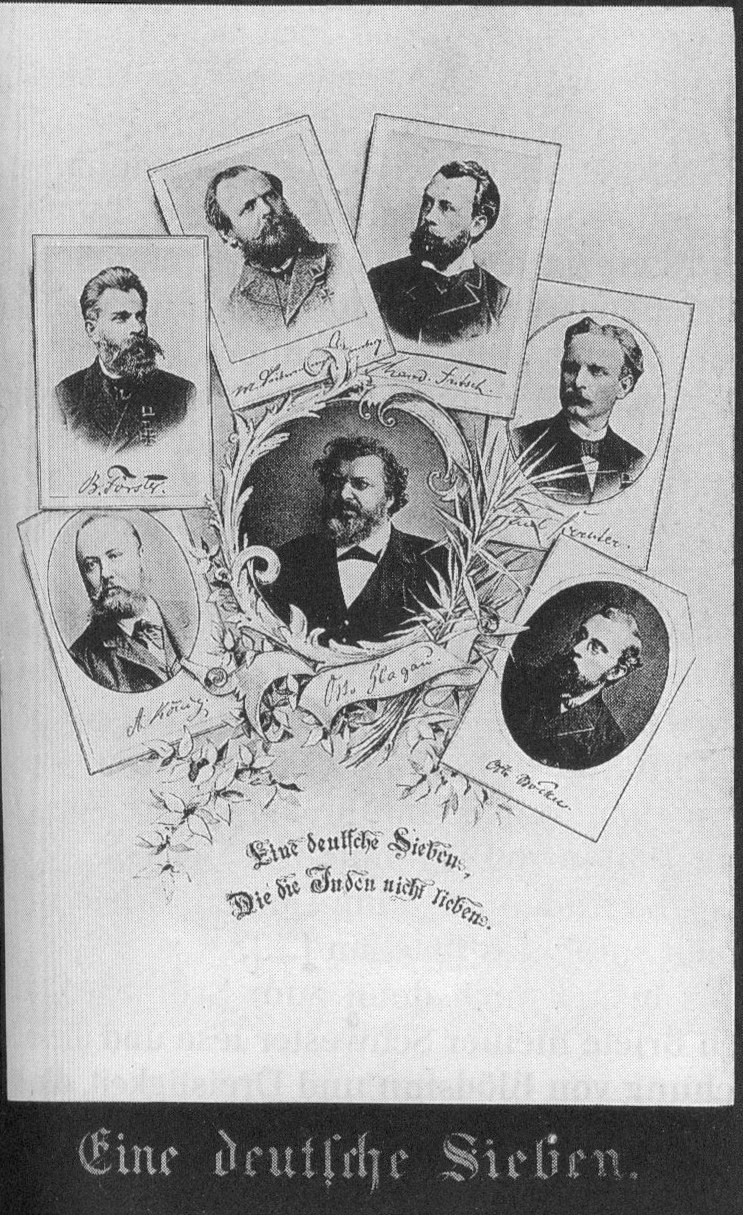
„Berliner Bewegung“: Mitte Otto Glagau; im Uhrzeigersinn Adolf König, Bernhard Förster, Max Liebermann von Sonnenberg, Theodor Fritsch, Paul Förster und Otto Böckel, ca. 1880

Nachdem die „Berliner Bewegung“ weniger erfolgreich war als erhofft, wanderte er 1886 nach Paraguay aus und gründete mit einer Gruppe von deutschnationalen Gesinnungsgenossen die Siedlerkolonie „Neu-Germania“. Als Ziel verfolgte er dabei die „Läuterung und Neugeburt der Menschheit – somit auch Sicherstellung der menschlichen Cultur“. Mit einigen Reden über die „Verjudung“ des Deutschtums und der heimischen Kultur konnte er eine Handvoll Auswanderer um sich versammeln, die zur Neugründung des Vaterlandes 1886 von Bremen aus über Montevideo und Asunción in das von Förster bei seinen Reisen 1883 bis 1885 ausgewählte Landstück in See stachen. Die Regierung des nach dem „Tripel-Allianz-Krieges“ gegen Argentinien, Brasilien und Uruguay fast an männlichen Bewohnern ausgebluteten südamerikanischen Binnenstaates hatte ihm sehr vorteilhafte Konditionen für seine Kolonisation angeboten, dies allerdings unter der Bedingung, innerhalb einer bestimmten Frist eine fixierte Zahl an Kolonisten in die neu-deutsche Kolonie nach Paraguay zu locken. Die Erwartungen Försters auf einen regen Zufluss neuer Kolonisten aus Deutschland erfüllten sich trotz permanenter Propaganda der Helfer in der Heimat wie der seines Bruders, des Theologen Paul Förster, und des antisemitischen Verlegers Theodor Fritsch aus Leipzig nicht, obwohl letzterer mit den „Südamerikanischen Kolonialnachrichten“ für die Kolonie auch eine eigene Propagandabroschüre auflegte und emsig verteilte.

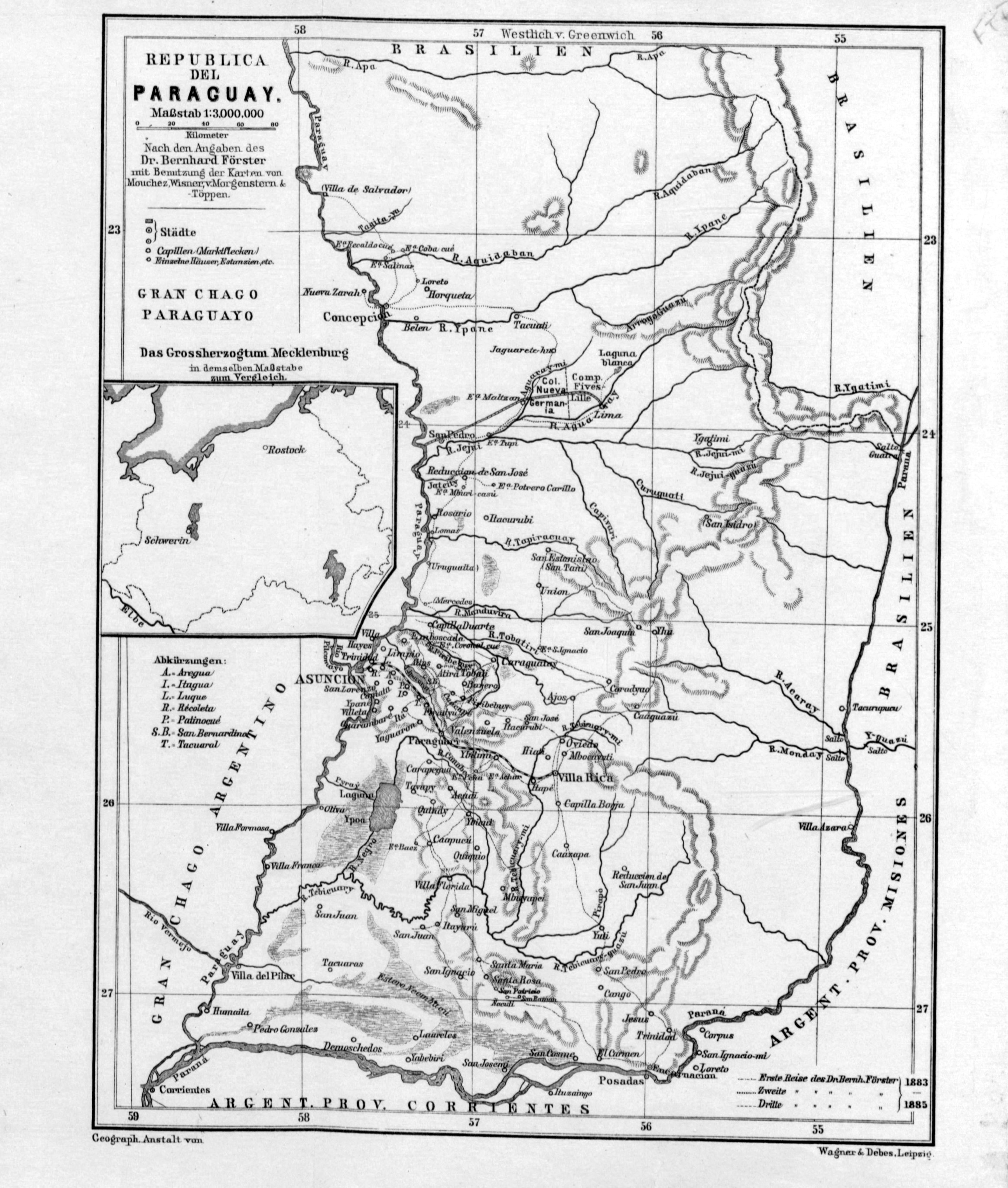
Lage in Paraguay
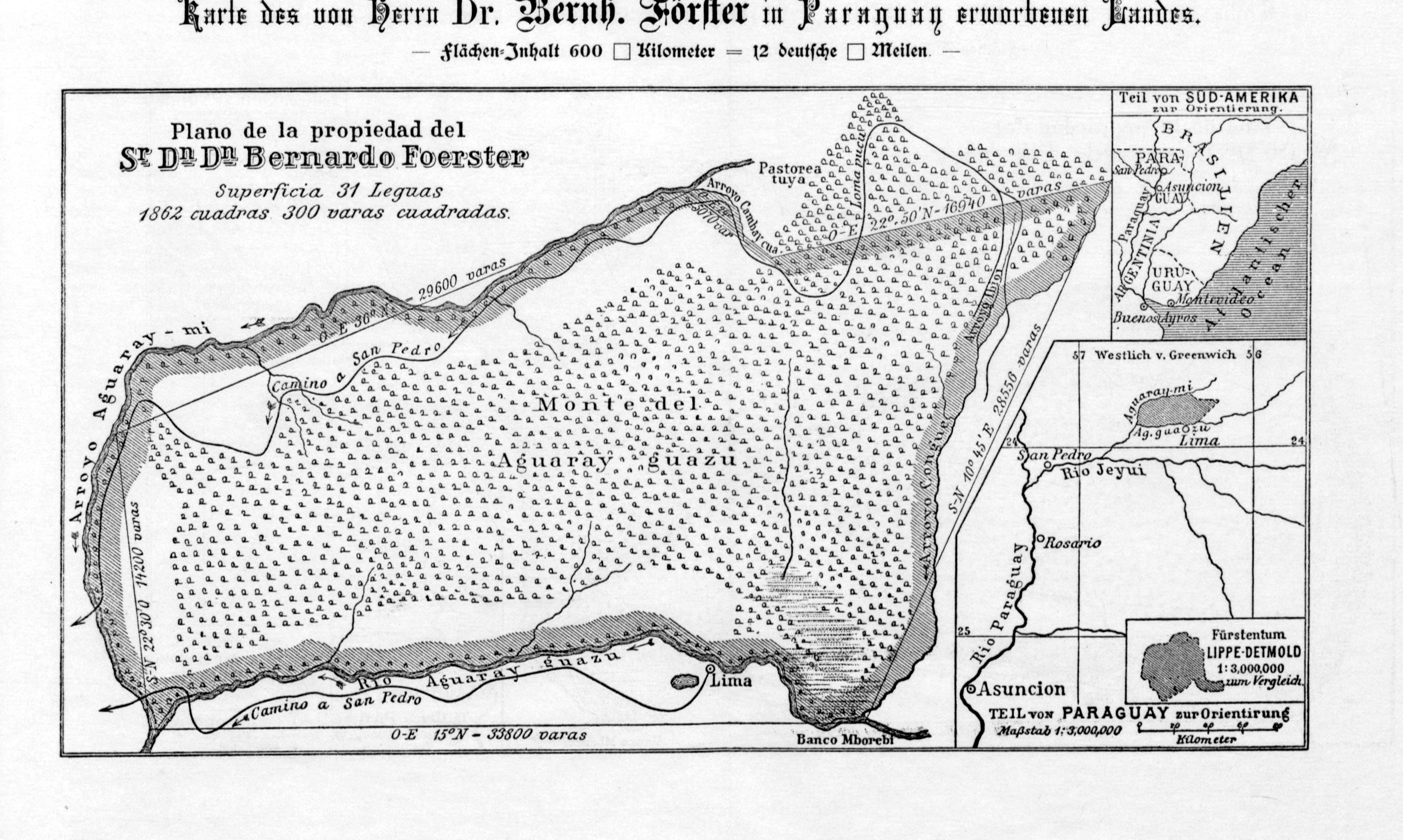
Gekauftes Gebiet
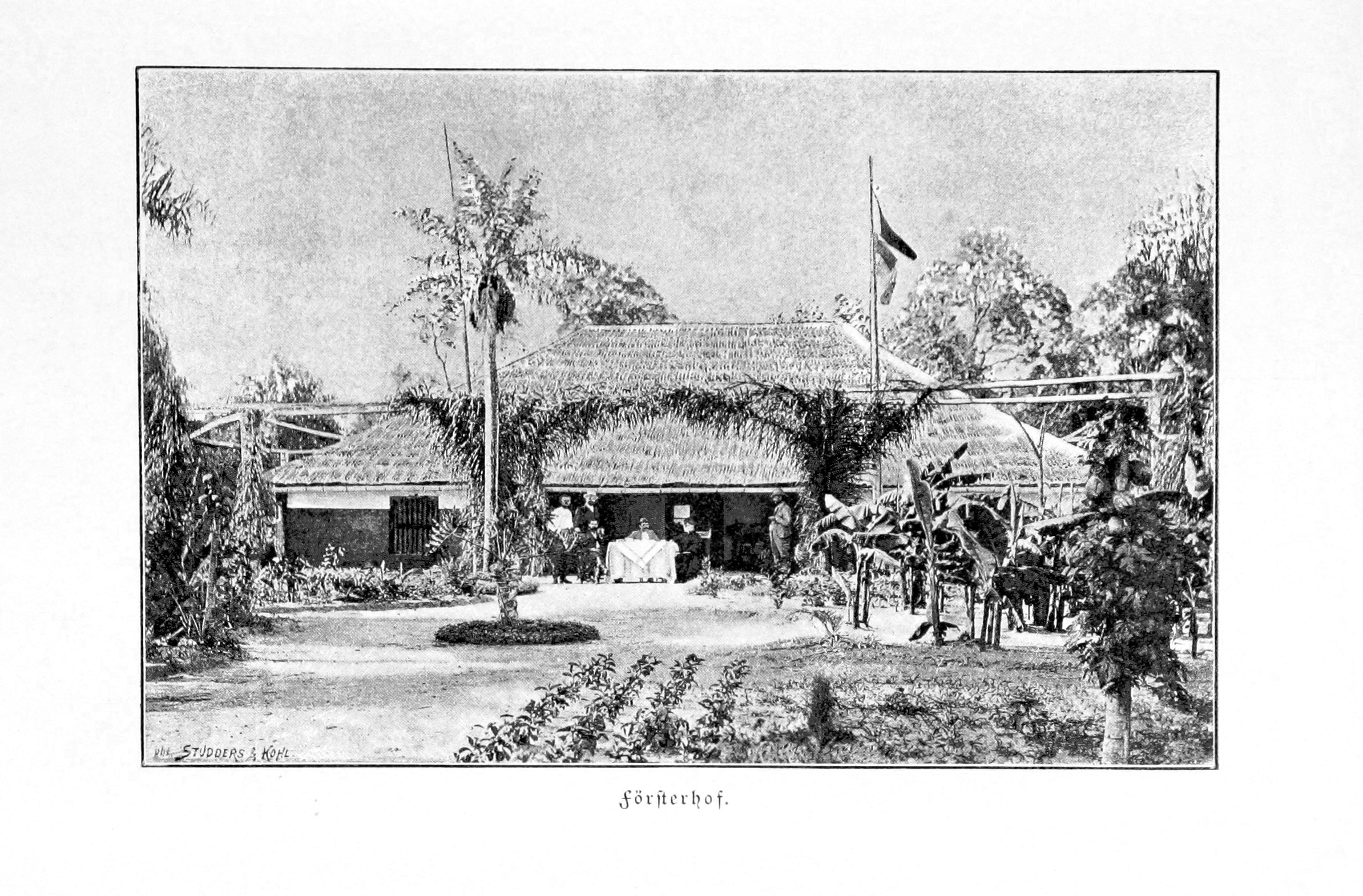
Försterhof

Als 1888 der kränkliche Schneider Julius Klingbeil aus Antwerpen mit einer größeren Gruppe deutscher Auswanderer in Paraguay erschien, war dessen Kapital Förster zunächst hochwillkommen, da die von den Helfern in Deutschland eingesammelten Spenden immer geringer wurden. Nach kurzer Zeit aber hatte Klingbeil die falschen Versprechungen Försters und seiner Frau durchschaut. War er von den Beschreibungen des Klimas und der Lebenskultur aus Försters Büchern begeistert, musste er vor Ort feststellen, dass er von wilden Tieren und Moskitoschwärmen umgeben war, es permanent regnete und von dem beschriebenen Vegetarismus und dem Verzicht auf Alkohol wenig übrig geblieben war. Stattdessen verlangte Elisabeth Förster-Nietzsche, Klingbeils Frau möge für sie im Haus arbeiten. Verbittert verließ der Schneider „Neu-Germanien“ und reiste zurück nach Europa, wo er das Buch Enthüllungen über die Dr. Bernhard Förster’sche Kolonie Neu-Germanien in Paraguay verfasste. Das Werk löste in der deutschen Kolonialszene Empörung aus und führte zum sofortigen Versiegen des Kapitalflusses nach Südamerika. Von den daraus entstehenden Problemen und den zunehmend aufbegehrenden Kolonisten überfordert, starb Förster 1889 im Alter von 46 Jahren in einem Hotel in San Bernardino durch Suizid.

## Nachwirkungen
Nach dem Fall der Berliner Mauer reiste der britische Journalist Ben Macintyre nach Weimar, um dort Recherchen über Friedrich Nietzsche anzustellen. Dabei stieß er auf Hinweise auf die Kolonie, in der er sich 1991 einfand. Sein Reisebericht Vergessenes Vaterland – auf den Spuren der Elisabeth Nietzsche gibt Antworten auf viele Fragen zu „Neu-Germanien“, der Auswanderung, dem Zeitgeist, Antisemitismus, Wagner und auch zu Friedrich Nietzsche und seiner Schwester. Daraus machte die BBC unter der Regie von Candida Pryce-Jones die Dokumentation Nietzsches kleine Schwester. Die Karriere einer Fälscherin, die in der deutschen Fassung in den 1990er Jahren in den Regionalprogrammen ausgestrahlt wurde.
Nach Försters Freitod inszenierte seine Witwe Elisabeth ihren Abschied aus Paraguay und kehrte nach Weimar zu ihrem Bruder zurück, den sie bis zu seinem Tod 1900 eng begleitete. Nach seinem Tod sammelte und verfremdete sie seine Schriften, so dass Nietzsche in der Folge zum Hofphilosophen der Nationalsozialisten wurde, obwohl seine Gesinnung im Gegensatz zu deren Idealen stand. Auf ihren Wunsch hin ließ Hitler ein Säckchen deutscher Heimaterde für das Grab Försters auf dem Urwaldfriedhof nach Paraguay schicken. Die Kolonie besteht noch heute, in ihr leben etwa 200 Deutschstämmige, die alle miteinander verwandt sind, es gibt elf Familiennamen. 

## Publikationen
- als Ludovicus Bernardus Förster: Quaestionis de Platonis Phaedro Pars prior. Proefschrift Göttingen. Berolinensis (Berlin) 1869, OCLC 69431810 (Dissertation Universität Göttingen 1869).
- Abhandlungen über Geschichte und Politik von Wilhelm von Humboldt. In: Sammlung von Hauptwerken auf dem Gebiete der Geschichte und Politik. Teil V. Berlin 1870.
- Richard Wagner als Begründer eines deutschen Nationalstils. Chemnitz 1880.
- Das Verhältniss des modernen Judenthums zur deutschen Kunst. Vortrag, Berlin 1881.
- Der Vegetarismus als ein Theil der socialen Frage. Hannover 1882.
- Parsifal-Nachklänge. Allerhand Gedanken über deutsche Cultur, Wissenschaft, Kunst, Gesellschaft von Mehreren empfunden. Leipzig 1883 (späterer Titel: Richard Wagner in seiner nationalen Bedeutung und seiner Wirkung auf das deutsche Culturleben).
- Deutsche Colonien in dem oberen Laplata-Gebiete mit besonderer Berücksichtigung von Paraguay. Ergebnisse eingehender Prüfungen, praktischer Arbeiten und Reisen, 1883–1885. Naumburg a. S. 1886
- Olympia : ein Blick auf den allgemeinen kunst- und kulturhistorischen Werth der Grabungen am Alpheios. Halle 1886.
- Ueber nationale Erziehung: Ein Versuch. Leipzig 1886 (Vollständiges Digitalisat der HAAB Weimar).
- Eine Schrift zum Andenken und zur Rechtfertigung. 1889.
- Die deutsche Kolonie Neu-Germanien in Paraguay. Aufruf, Bedingungen und Rathschläge für Ansiedler. Nebst Karte der Kolonie. Leipzig 1887.
- Elisabeth Förster-Nietzsche: Dr. Bernhard Försters Kolonie Neu-Germania in Paraguay. Berlin 1891.